# Wspólnota administracyjna Riechheimer Berg
Wspólnota administracyjna Riechheimer Berg (niem. Verwaltungsgemeinschaft Riechheimer Berg) – wspólnota administracyjna w Niemczech, w kraju związkowym Turyngia, w powiecie Ilm. Siedziba wspólnoty znajduje się w miejscowości Osthausen-Wülfershausen. Do 5 grudnia 2021 siedziba wspólnoty znajdowała się w miejscowości Kirchheim, która od 1 stycznia 2019 do wspólnoty jednak nie należała.
Wspólnota administracyjna zrzesza siedem gmin wiejskich (Gemeinde): 
1. Alkersleben
2. Bösleben-Wüllersleben
3. Dornheim
4. Elleben
5. Elxleben
6. Osthausen-Wülfershausen
7. Witzleben

Do 31 grudnia 2018 do wspólnoty należała również gmina Kirchheim, ale dzień później została przyłączona do gminy Amt Wachsenburg. Do tej samej gminy 31 grudnia 2019 przyłączono należącą do wspólnoty gminę Rockhausen.